# Staten Island Museum

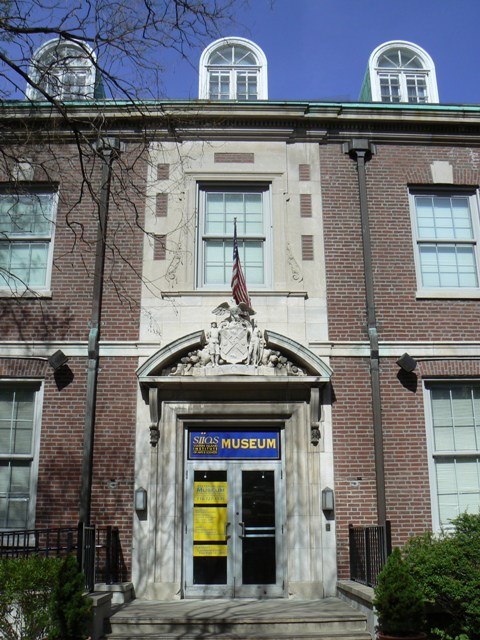
Staten Island Museum, Haupteingang

Das Staten Island Museum, auch Staten Island Institute of Arts & Sciences genannt, ist ein Museum auf Staten Island, New York City, in den Vereinigten Staaten.

## Geschichte
Das Staten Island Museum wurde 1881 gegründet und ist die älteste Kultureinrichtung auf Staten Island. Gegründet wurde es von mehreren lokal ansässigen Kunstsammlern und Naturgeschichtlern, wie etwa Nathaniel Lord Britton, die ihre privaten Sammlungen vereinen und der Öffentlichkeit zugänglich machen wollten. Eine der Ideen der Gründerväter war es, auf die Umwelt und Natur sowie deren Schutz aufmerksam zu machen. Aus den Aktivitäten rund um die älteste Kultureinrichtung entstanden andere Einrichtungen wie etwa der New York Botanical Garden, dessen erster Direktor der Mitbegründer des Staten Island Museum, Lord Britton, wurde. Heute sieht die Einrichtung ihre Aufgabe in der Dokumentation und Ausstellung von Objekten der Naturgeschichte und der lokalen Historie mit dem Hintergrund der öffentlichen Bildung und der Bereicherung der Kulturlandschaft. Die Ausstellung gliedert sich heute in die drei Bereiche Natural Sciences, Fine Art und History Archives & Library.